# Paukerwerk
Das Paukerwerk (auch als Paukerwerke bzw. vormals Josef Pauker & Sohn bezeichnet) war eine industrielle Werksanlage in Wien-Floridsdorf. Die stillgelegte Werksanlage wurde 2020 demoliert.

## Geschichte
Die späteren Paukerwerke wurden 1853 vom Kupferschmied Josef Pauker gegründet, 1884 änderte sich der Firmenname durch den Eintritt von Franz Pauker in Josef Pauker & Sohn. Das Unternehmen spezialisierte sich auf Kesselanlagen, Apparate, Kupferwaren und Rohrleitungen. Mit 1. Juli 1885 wurde die Firma in eine Offene Gesellschaft umgewandelt, der Firmengründer Josef Pauker starb 1886 im 73. Lebensjahr. 1897 firmierte das in der Weyringergasse in Wien-Wieden beheimatete Unternehmen unter Josef Pauker & Sohn, Dampfkessel und Kupferwaarenfabrik und stand im Besitz der Brüder Franz und Hanns Pauker.

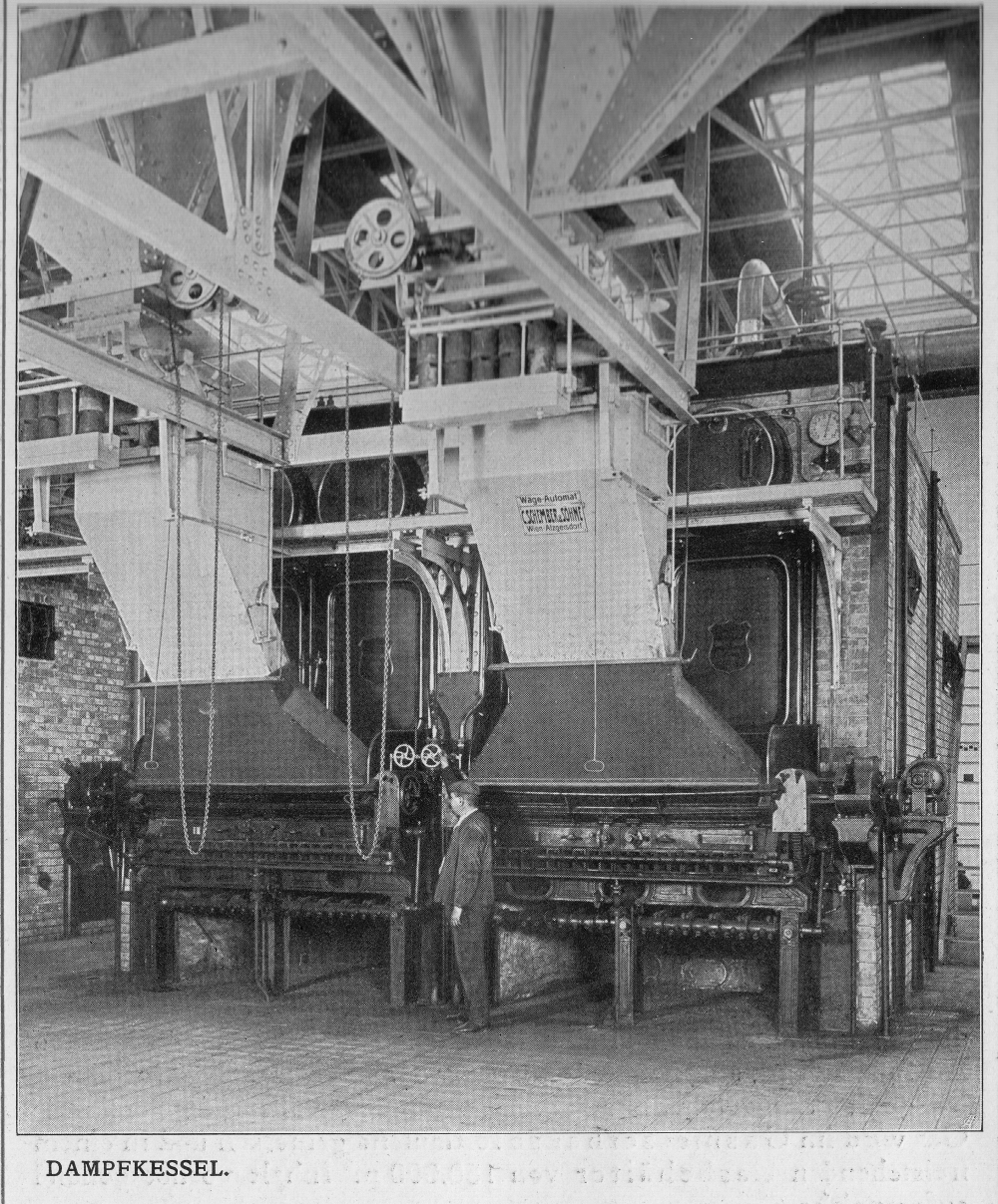
Kesselanlage des Gaswerk Leopoldau mit Kohlen-Waage von C. Schember (1911)

1902 lieferte man die Kesselanlagen für das Kraftwerk Simmering der Gemeinde Wien. 1908 wurden ausgedehnte neue Fabriksanlagen in der Siemensstraße 89 in Wien-Floridsdorf bezogen. Die Produktpalette umfasste zu dieser Zeit neben Dampfkesseln vor allem Einrichtungen für Zuckerfabriken, Raffinerien, Spiritusbrennereien, Chemische Fabriken sowie Kohlenförderanlagen und Kettenroste.

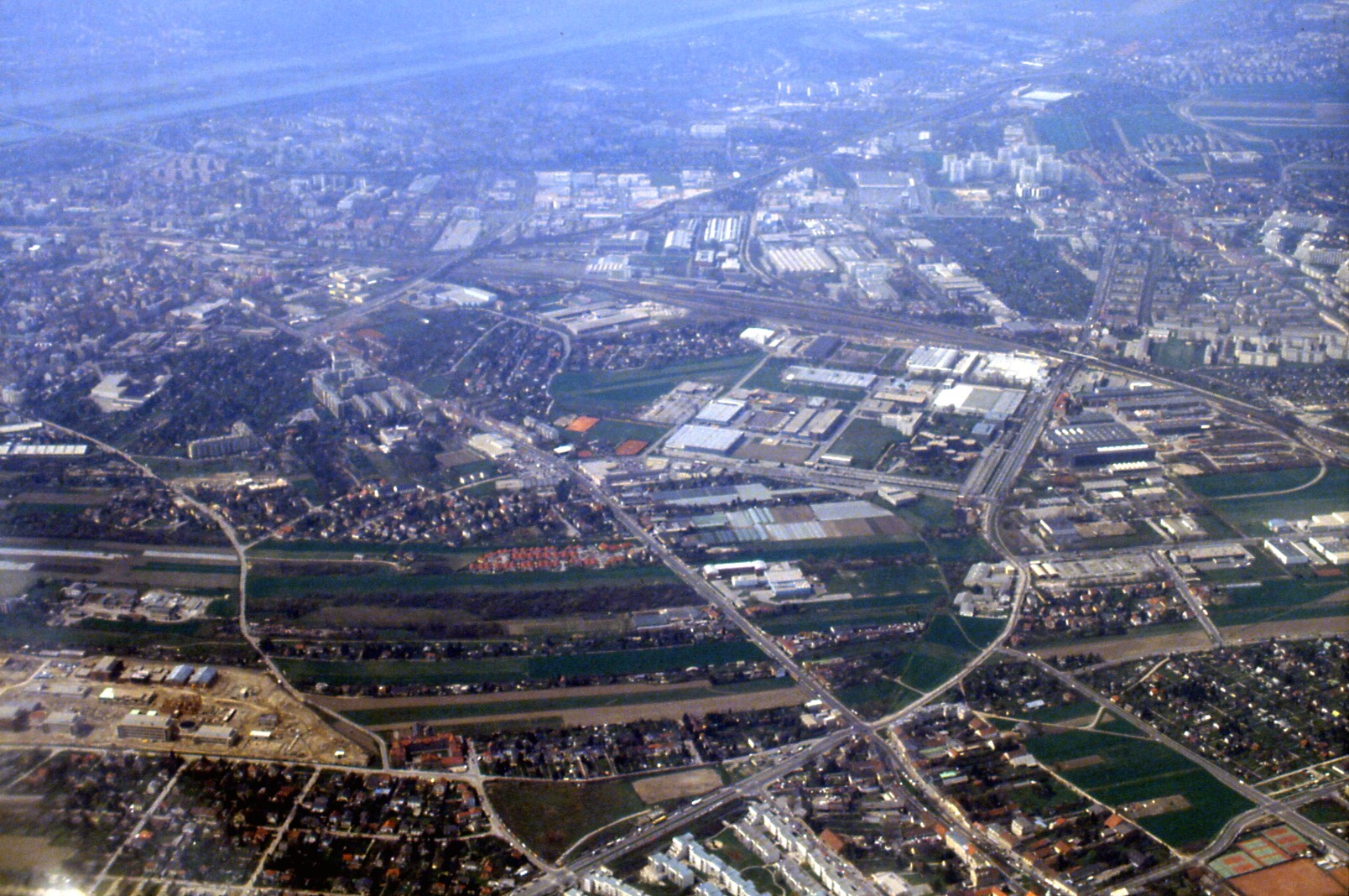
Die Anlagen der Paukerwerke Mitte rechts auf einem Flugbild (1993)

1911 wurde das Unternehmen von der Ersten Brünner Maschinenfabriks AG übernommen und unter der Führung der Länderbank in die Wiener Dampfkessel-, Apparate- und Maschinen-Fabriks-Aktiengesellschaft vormals Jos. Pauker & Sohn umgewandelt. Das Aktienkapital betrug zwei Millionen Kronen. Im selben Jahr wurde die Wiener Maschinenfabriken Th. Schulz & L. Goebel übernommen und 1912 die Röhrenkesselfabrik Mödling vorm. Dürr, Gehre & Co. A.-G. erworben. 1912/13 fusionierten die Paukerwerke zur Gänze mit der Ersten Brünner Maschinenfabrik, deren Generaldirektor Franz Pauker wurde. Der Bruder Hanns Pauker übernahm die Leitung des Werkes in Wien. Im selben Jahr lieferte das Unternehmen beispielsweise die Dampfkesselanlagen des Gaswerks Leopoldau in Wien.
Im Ersten Weltkrieg war das Unternehmen ein Rüstungsunternehmen und belieferte u. a. das k.u.k Seearsenal in Pola mit seinen Erzeugnissen. Dazu gehörten zu dieser Zeit Steilrohr-Kesselanlagen nach den Systemen Garbe und Babcock & Wilcox.
Nach dem Zerfall der Donaumonarchie 1918 war das Paukerwerk mit einem Schlag zur Tochterfirma eines nun ausländischen Unternehmens geworden. 1924 werden die Paukerwerke daher in eine eigenständige Aktiengesellschaft namens Paukerwerk Aktiengesellschaft umgewandelt, deren Aktien zu 100 % dem tschechoslowakischen Mutterunternehmen gehören. Zu dieser Zeit wurden neben Dampfkesseln und -maschinen auch Überhitzer, Hochdruckrohrleitungen, Tankanlagen, Schmiedepressen, Dampfhämmer und Wasserreinigungsanlagen von den Paukerwerken erzeugt.
Im Jahr 1935 werden sämtliche Aktien von der staatseigenen Österreichischen Industriekredit A.-G. in Wien übernommen, der ehemaligen Niederösterreichischen Escompte-Gesellschaft. Das Unternehmen damit wieder rein österreichisch. Es bekam jedoch wie viele andere Unternehmen ebenfalls die Auswirkungen der Weltwirtschaftskrise zu spüren und litten unter Auftragsmangel. 1937 wurde ein Großteil der Einrichtungen für die neu errichtete Zuckerfabrik Tulln geliefert, womit die Talfahrt des Unternehmens vorerst gestoppt werden konnte.
Nach dem Anschluss Österreichs 1938 wurde die Aktienmehrheit des Unternehmens von den Reichswerken Hermann Göring übernommen. 1939 bestand das Produktionsprogramm des Paukerwerks aus Dampfkessel aller Art, Dampfmaschinen, Dampfturbinen, Brauereieinrichtungen, Werkzeugmaschinen, Ziegeleimaschinen und Zuckerfabrikseinrichtungen. Der Umsatz betrug im selben Jahr sieben Millionen Reichsmark.
Rückwirkend mit 1. Jänner 1941 wurde die Paukerwerk AG mit der Simmeringer Waggonfabrik und der Grazer Waggonfabrik zur Simmering-Graz-Pauker AG für Maschinen-, Kessel- und Waggonbau (SGP) fusioniert. Der Standort in Wien-Floridsdorf war fortan Standort des Kessel- und Maschinenbaus der SGP. Gegen Ende des Zweiten Weltkriegs war das Paukerwerk einer der Produktionsstätten von Teilen der Vergeltungswaffe V2, es blieb daher von Kriegseinwirkungen, Zerstörungen und Demontagen nach Kriegsende nicht verschont. Das Werk wurde wieder aufgebaut und war weiterhin Standort der Maschinenbau-Sparte von SGP, hier wurden u. a. auch weiterhin Kesselanlagen und Dampfturbinen erzeugt.
Nach der Zersplitterung von Simmering-Graz-Pauker kam das ehemalige Paukerwerk über die VA Tech zu Siemens Österreich, die jedoch keine Verwendung für den Standort mehr hatten. Es kam in Folge zum Verkauf der Liegenschaften. 1999 wurde die Paukerwerkstraße nach dem Unternehmen benannt, sie führt direkt an den ehemaligen Werksanlagen entlang. Die 48.000 m2 großen Liegenschaften mitsamt den historischen Werkshallen wurden zu einem kolportierten Kaufpreis von 23 Millionen Euro von einer Wiener Immobiliengesellschaft übernommen, die sämtliche Gebäude auf dem Areal trotz Einwänden von Denkmalschützern im Jahr 2020 abreißen ließ. Das Gelände wird nun neu bebaut.